# Arc the Lad
Arc The Lad (アークザラッド?) es una serie de videojuegos y un anime. Se lanzaron tres juegos para la Sony PlayStation: Arc The Lad, Arc The Lad II, y Arc The Lad III. Estos fueron RPGs cuyo sistema de batalla estaba a su vez basada en la estrategia.
El anime fue emitido en Japón vía satélite por Anime Complex, y fue traducido y licenciado por Selecta Visión para su distribución en DVD por España, aparte de emitirse en varios canales locales. El anime está basado en el juego de Arc The Lad II.

## Historia
Elk (interpretado por Daisuke Namikawa) es el personaje principal. Se desarrolla en un mundo lleno de tecnología, pero también con magia y bestias. Una malvada corporación secreta controla este mundo y produce poderosas creaciones de monstruos (a veces humanos) llamados quimera. Elk se ve atrapado en este lío cuando rescata a una joven de nombre Lieza (interpretada por Yui Horie).

## Lista de episodios
El anime se basa en el argumento del segundo videojuego de la saga homónima, y contiene un total de 26 episodios.

## Doblaje
| Personaje | Actor Original Japonés | Doblaje España    |
| --------- | ---------------------- | ----------------- |
| Elk       | Daisuke Namikawa       | Carlos Lladó      |
| Arc       | Hiro Yuuki             | Nacho De Porrata  |
| Lieza     | Yui Horie              | Assumta Navascués |
| Shu       | Shuichi Ikeda          | Joan Pera         |
| Shante    | Rika Sugimura          |                   |
| Kukuru    | Yūko Mizutani          | Susana Damas      |
| Gallarno  | Hiroshi Iwasaki        |                   |
| Clive     | Nobuo Tobita           |                   |
| Tosh      | Nobuyuki Hiyama        |                   |
| Chongara  | Shinpaki Tsuji         |                   |
| Gogen     | Hiroshi Naka           |                   |
| Poco      | Wasabi Mizuta          |                   |

## Banda sonora
- Opening:

Arc the Lad ~Main Theme~ by Masahiro Andou (toda la serie).
- Ending:

Happy Tomorrow por NiNa (eps. 01-12, 26).
Rest in Peace por NiNa (eps. 13-26).
- Banda sonora:

Arc the Lad Original Soundtrack, compuesta por Oshima Michiru.